# Ludwig Neidhart
Ludwig Neidhart (* 4. November 1963 in Bad Waldsee) ist ein deutscher Philosoph, Mathematiker und römisch-katholischer Theologe, dessen Forschungsschwerpunkte Gott, Zeit und Unendlichkeit sind.

## Leben
Neidhart begann ein Studium der katholischen Theologie in Münster und Würzburg, das er 1987 mit dem Diplom abschloss. Das Thema der Diplomarbeit war Die Zeugen Jehovas, Gutachter war Adel Khoury. Nach einer Ausbildung zum EDV-Fachmann nahm er ein Zweitstudium in Mathematik mit Nebenfach Physik auf, das er 2002 mit dem Diplom an der Universität Augsburg abschloss. Seine Schwerpunktfächer waren Quantenmechanik und Differentialgleichungen.
2005 wurde er mit der interdisziplinären Arbeit Unendlichkeit im Schnittpunkt von Mathematik und Theologie zum Doktor der Theologie promoviert. Die Arbeit, die von dem Dogmatiker Anton Ziegenaus und dem Differentialgeometer Jost-Hinrich Eschenburg betreut wurde, wurde von mit dem Albertus-Magnus-Preis und dem Pelkhovenpreis ausgezeichnet.
2015 wurde er in Universität Augsburg im Fach Philosophie mit der Arbeit Gott und Zeit habilitiert.
Er arbeitet als Lehrbeauftragter und Privatdozent am Institut für Philosophie der Universität Augsburg, außerdem seit 2005 als Gymnasiallehrer für Religion am Maria-Theresia-Gymnasium Augsburg.
Neidhart hält Vorlesungen am Internationalen Priesterseminar St. Petrus in Wigratzbad.

## Forschungsschwerpunkte
Neidhart forscht vor allem im Bereich der analytischen Philosophie und Wissenschaftstheorie sowie der Philosophie der Mathematik, der Metamathemathik und der Theorien des Raumes und der Zeit. Dabei setzt er sich intensiv mit den philosophischen Grundlagen der katholischen Theologie (vgl. natürliche Theologie) und der Fundamentaldogmatik auseinander. Daneben publiziert er auch zu anderen gesellschaftlichen und wissenschaftlichen Themen, beispielsweise zum menschengemachten Klimawandel, dessen Bedrohlichkeit er relativiert und bei dem er auf die Gefahren eines übertriebenen Alarmismus hinweist.

### Entstehung des Lebens
Neidhart sieht für die Erklärung der Biogenese mehrere Vorzüge im Ausgang von einem transzendenten Gott (Schöpfung) im Vergleich zur Theorie des ewigen Lebens (Fred Hoyle) und den Theorien der spontanen Hervorbringung organischen Lebens aus der Materie (Ursuppe, Abiogenese), zu denen er auch die Theorie der Selbstorganisation rechnet. Hypothesen der Naturwissenschaften lassen sich experimentell rekonstruieren und überprüfen, alle Versuche seien aber gescheitert. Der Ursprung des Lebens bleibe das tiefste Geheimnis der Naturwissenschaft. Als Mathematiker berechnet Neidhart die Wahrscheinlichkeit der angenommenen Ereignisse auf dem Weg zu einer lebendigen Zelle. Sie ist hyperastronomisch gering.

### Unendlichkeit und Theologie
Die Allklasse 𝔻 steht nach Auffassung Neidharts mit dem Gottesbegriff in engerer Beziehung als andere Begriffe: „𝔻 ist eine Art Repräsentation des göttlichen Wesens“. Sie ist nicht direkt Gott, insofern Gott ein Individuum ist und keine Klasse bezeichnet. 
Aber Gott muss als Allwissender die Allklasse verstandesmäßig vollkommen erfassen, so dass diese Klasse als der wesentliche Inhalt des göttlichen Verstandes bezeichnet werden kann, derart dass ein vollständiges Begreifen der Allklasse einem Begreifen Gottes gleichkäme. Das Reflexionsprinzip der modernen Mengenlehre kann daher als ein eigentlich „theologisches“ Prinzip bezeichnet werden.

### Gott und Zeit
Neidhart vertritt die Auffassung, dass Gott (ontisch) „außerhalb“ unserer Zeit in einer zeitlosen Ewigkeit „ist“. Die Zeit „ist“ Teil der Schöpfung (vgl. Urknall). Gott nimmt neben seiner ewigen göttlichen Natur, die unverändert bleibt, eine zweite geschaffene Natur an und kommt so „in“ die Zeit.

### Transhumanismus
In der Auseinandersetzung vor allem mit den Vorstellungen Jacques Attalis, Anna Smajdors und des mit Klaus Schwab befreundeten Yuval Noah Harari kommt Neidhard zu dem Schluss, vor allem Hararis Transhumanismus in seinem Werk Homo Deus und 21 Lektionen baue auf utopischen kollektivistischen Idealen auf, die gegen die Freiheit und das Individuum gerichtet seien.

## Privates
Neidhart ist verheiratet und hat ein Kind.

## Schriften (Auswahl)
- (mit Jürgen Brandes und Jan Czerniawski): Spezielle und Allgemeine Relativitätstheorie für Physiker und Philosophen. 5. Auflage. Verlag relativistischer Interpretationen, Karlsbad 2022.
- Einführung in die formale Logik. Editiones Scholasticae, Neunkirchen-Seelscheid 2020 (ludwig-neidhart.de [PDF; 1,1 MB; abgerufen am 6. September 2022]).
- Ist das organische Leben zufällig entstanden? In: Kurt Roessler (Hrsg.): Ursprung des Lebens. Bornheim 2020, S. 102–109.
- Gott, Zeit und Ewigkeit. Eine Verteidigung des klassischen Theismus. In: Kurt Roessler (Hrsg.): Unendlichkeit, Ewigkeit & der Mönch von Heisterbach. Bornheim 2018, S. 77–86.
- Mathematische Unendlichkeitslehre und ihre Bezüge zu Metaphysik und Theologie. In: Kurt Roessler (Hrsg.): Unendlichkeit, Ewigkeit & der Mönch von Heisterbach. Bornheim 2018, S. 61–69.
- God and Time. A defense of God's timelessness. Beitrag zur Internationalen Konferenz God, Time and Infinity in Warschau (22.–24.09.2015). In: Miroslaw Szatkowski (Hrsg.): God, Time, Infinity (= Philosophical Analysis. Band 75). De Gruyter, Berlin/Boston 2018, S. 115–129.
- Gott und Zeit. Habilitationsschrift (= Studien zur systematischen Theologie, Ethik und Philosophie (STEP). Nr. 9). Aschendorff, Münster 2017.
- Die biblische Urgeschichte. Datierung und Vergleich mit wissenschaftlichen Erkenntnissen. In: Glaube und Denken. Jahrbuch der Karl-Heim-Gesellschaft 24 (2011), S. 177–216 (= Teil 1) und 25 (2012), S. 49–84 (= Teil 2).
- Der Mensch – Nur ein verschwindender Punkt im Kosmos? In: Stefan Gugerel, Christian Wagnsonner (Hrsg.): Astronomie und Gott? Institut für Religion und Frieden, Wien 2010, S. 119–142.
- Weltbilder. Von der flachen Scheibe zum pluralen Universum. In: Johann Evangelist Hafner, Joachim Valentin (Hrsg.): Parallelwelten. Christliche Religion und die Vervielfachung der Wirklichkeit. Kohlhammer, Stuttgart, S. 15–31.
- Mathematische Ergebnisse über Unendlichkeit und ihre Bezüge zu Metaphysik und Theologie. In: Johannes Brachtendorf u. a. (Hrsg.): Unendlichkeit. Interdisziplinäre Perspektiven (= Religion und Aufklärung. Band 15). Mohr Siebeck, Tübingen 2008, S. 217–232.
- Unendlichkeit im Schnittpunkt von Mathematik und Theologie. Dissertation, Universität Augsburg. Cuvillier Verlag, Göttingen (Teil 1, Teil 2 – 1. Auflage 2007; 2., bearbeitete Auflage 2008; 891 S.).
- Weltbilder und naturwissenschaftliche Weltentstehungstheorien. In: Gerhard Stumpf (Hrsg.): Die Schöpfung im Spiegel von Glaube und Vernunft. Landsberg 2007, S. 9–42.
- Die „Brüder Jesu“: Hatte Maria mehrere Kinder …? In: Theologisches. Band 37, 2007, S. 393–404.